# Scorbé-Clairvaux
Scorbé-Clairvaux település Franciaországban, Vienne megyében. Lakosainak száma 2177 fő (2022. január 1.). Scorbé-Clairvaux Colombiers, Ouzilly, Saint-Genest-d’Ambière, Thuré és Jaunay-Marigny községekkel határos.

## Népesség
A település népessége az elmúlt években az alábbi módon változott:
| Lakosok száma | 2311 | 2281 | 2293 | 2259 | 2252 | 2242 | 2209 | 2193 | 2177 |
|               | 2013 | 2015 | 2016 | 2017 | 2018 | 2019 | 2020 | 2021 | 2022 |